# Get Out
Get Out is een Amerikaanse horrorfilm uit 2017 geschreven en geregisseerd door Jordan Peele. De film won meer dan 150 prijzen, waaronder de Oscar voor beste originele script. Get Out werd ook genomineerd voor de beste film, beste regie en beste hoofdrolspeler (Daniel Kaluuya).

## Verhaal
Fotograaf Chris Washington gaat voor het eerst de ouders van zijn blanke vriendin Rose Armitage ontmoeten. Hij vreest dat het feit dat hij Afro-Amerikaans is voor problemen kan zorgen. Na aankomst in Upstate New York praten vader Dean en moeder Missy voortdurend over gekleurde mensen. Hoewel ze weinig verkeerds lijken te bedoelen, maken hun opmerkingen dat Chris zich ongemakkelijk voelt. Daarbij vertonen de gekleurde huishoudster Georgina en terreinbeheerder Walter opmerkelijk gedrag.
Chris kan 's nachts niet slapen. Beneden komt hij Missy tegen. Ze is hypnotherapeut en dwingt een sessie bij hem af om hem van zijn rookverslaving af te helpen. Hierbij praat zij hem naar een mentale staat die ze de Sunken Place noemt. De volgende dag weet hij niet of hun ontmoeting echt was of een droom.
De familie Armitage organiseert een huisfeest voor een groep welgestelde, voornamelijk blanke mensen. Ze zijn opmerkelijk complimenteus tegenover Chris. Een blinde kunsthandelaar genaamd Jim Hudson toont interesse in zijn werk als fotograaf. Een van de blanke vrouwen is getrouwd met een veel jongere gekleurde man, Logan King. Chris vindt ook zijn houding opmerkelijk. Wanneer hij een foto van Logan maakt, veroorzaakt de flitser een paniekreactie. Hij roept tegen Chris dat hij moet maken dat hij wegkomt (get out). De aanwezigen beweren later dat Logan een epileptische aanval had.
Chris vertelt Rose dat hij weg wil. Zijn vriend Rod Williams heeft Logan herkend op de foto. Volgens hem is de afgebeelde man in werkelijkheid de vermiste Andre Hayworth. Tijdens het inpakken vindt Chris foto's van Rose uit vorige relaties, onder meer met Walter en Georgina. Dit terwijl ze tegen hem beweert dat hij haar eerste gekleurde partner is. Chris probeert het huis te verlaten, maar wordt tegengehouden door Rose en haar familie. Missy stuurt hem weer naar de Sunken Place door met haar lepeltje op haar theekopje te tikken, een trigger die ze tijdens hun hypnosesessie had geplant.
Wanneer Chris bijkomt, zit hij vastgebonden in een stoel. Er wordt een film gestart. De familie Armitage blijkt lid van een sekte genaamd Order of Coagula. Rose's opa Roman legt in de film uit dat de leden van de familie Armitage hun hersenen transplanteren in lichamen met door hen begeerde kenmerken. Het bewustzijn van de geboren eigenaar van dat lichaam blijft aanwezig, maar wordt volkomen machteloos in de Sunken Place geplaatst. Hudson wil het lichaam van Chris voor zijn zicht. De familie Armitage heeft een voorkeur voor de lichamen van gekleurde mensen. Onder anderen 'Georgina', 'Walter' en 'Logan' zijn hier al slachtoffer van geworden. Logans vermeende epileptische aanval was in werkelijkheid het bewustzijn van Andre Hayworth dat door de flitser even aan de oppervlakte kon komen. Missy doet weer een hypnosesessie bij Chris. Ze weet niet dat hij zijn oren heeft dichtgestopt met vulling die hij uit de stoel heeft getrokken.
Rose' broer Jeremy komt Chris halen voor de operatie. Chris vecht zich langs Dean en hem. Doordat hij een kaars omstoot, vliegt de operatiekamer met het lichaam van Hudson erin in brand. Chris probeert te vluchten in de auto van Jeremy, maar rijdt Georgina aan. Hij wil haar niet achterlaten en zet haar in de auto. Het lichaam van Georgina wordt alleen bewoond door Rose' oma Marianne. Na een worsteling crasht de auto en komt ze om. Chris wordt vervolgens belaagd door Rose en Walter, wiens lichaam wordt bewoond door Roman. Chris gebruikt de flitser op zijn telefoon om de echte Walter boven te brengen. Die schiet eerst Rose neer en daarna zichzelf. Chris probeert Rose te wurgen, maar houdt daarmee op wanneer Rod aankomt. Ze laten haar gewond, maar in leven achter.

## Rolverdeling
| Acteur                  | Personage                   |
| ----------------------- | --------------------------- |
| Daniel Kaluuya          | Chris Washington            |
| Allison Williams        | Rose Armitage               |
| Bradley Whitford        | Dean Armitage               |
| Catherine Keener        | Missy Armitage              |
| Caleb Landry Jones      | Jeremy Armitage             |
| Lil Rel Howery          | Rod Williams                |
| Betty Gabriel           | Georgina                    |
| Marcus Henderson        | Walter                      |
| Lakeith Stanfield       | Andre Hayworth / Logan King |
| Stephen Root            | Jim Hudson                  |
| Ashley LeConte Campbell | Lisa Deets                  |
| John Wilmot             | Gordon Greene               |
| Caren L. Larkey         | Emily Greene                |
| Julie Ann Jones         | April Dray                  |
| Rutherford Cravens      | Parker Dray                 |
| Geraldine Singer        | Philomena King              |
| Erika Alexander         | Rechercheur Latoya          |
| Zailand Adams           | Elfjarige Chris             |

## Alternatieve eindes
Peele filmde ook een paar een alternatieve eindes. Deze zijn te vinden op de dvd- en blu-ray van de film.
- In een einde is het niet Rod, maar de politie die aankomt wanneer Chris Rose probeert te wurgen. Die arresteert Chris. Rod bezoekt hem daarna in de gevangenis, waar Chris niet precies kan uitleggen wat er is gebeurd.
- In een ander einde verschaft Rod zich toegang tot het Armitage-huis. Wanneer hij Chris' naam noemt, vertelt die hem dat hij niet weet wie dat is.

## Productie
De film ging in première tijdens het Sundance Film Festival en is het speelfilmregiedebuut van acteur, komiek en filmmaker Jordan Peele, die ook het scenario schreef.
De film kreeg lovende kritieken met een score van 99% op Rotten Tomatoes, gebaseerd op 304 beoordelingen. en een 7,7/10 op IMDb gebaseerd op 227.465 beoordelingen, geraadpleegd 30 augustus 2018

## Prijzen en nominaties
Hieronder een selectie van de prijzen en nominaties die de film ontving.
| Jaar | Prijs                                | Categorie                                     | Genomineerde(n)                          | Uitslag     |
| ---- | ------------------------------------ | --------------------------------------------- | ---------------------------------------- | ----------- |
| 2017 | New York Film Critics Circle Award   | Beste debuutfilm                              | Jordan Peele                             | Gewonnen    |
| 2017 | National Board of Review             | Beste regiedebuut                             | Jordan Peele                             | Gewonnen    |
| 2017 | National Board of Review             | Beste ensemble                                | Beste ensemble                           | Gewonnen    |
| 2017 | National Board of Review             | Top 10-film                                   | Top 10-film                              | Gewonnen    |
| 2017 | Gotham Award                         | Publieksprijs                                 | Publieksprijs                            | Gewonnen    |
| 2017 | Gotham Award                         | Bingham Ray Bereakthrough Director Award      | Jordan Peele                             | Gewonnen    |
| 2017 | Gotham Award                         | Beste scenario                                | Jordan Peele                             | Gewonnen    |
| 2017 | Los Angeles Film Critics Association | Beste scenario                                | Jordan Peele                             | Gewonnen    |
| 2018 | Golden Globes                        | Beste komische of muzikale film               | Beste komische of muzikale film          | Genomineerd |
| 2018 | Golden Globes                        | Beste acteur in een komische of muzikale film | Daniel Kaluuya                           | Genomineerd |
| 2018 | Critics' Choice Awards               | Beste film                                    | Beste film                               | Genomineerd |
| 2018 | Critics' Choice Awards               | Beste regisseur                               | Jordan Peele                             | Genomineerd |
| 2018 | Critics' Choice Awards               | Beste acteur                                  | Daniel Kaluuya                           | Genomineerd |
| 2018 | Critics' Choice Awards               | Beste origineel script                        | Jordan Peele                             | Gewonnen    |
| 2018 | Critics' Choice Awards               | Beste sciencefiction/horrorfilm               | Beste sciencefiction/horrorfilm          | Gewonnen    |
| 2018 | Satellite Awards                     | Beste film                                    | Beste film                               | Genomineerd |
| 2018 | Satellite Awards                     | Beste regisseur                               | Jordan Peele                             | Gewonnen    |
| 2018 | Satellite Awards                     | Beste origineel script                        | Jordan Peele                             | Genomineerd |
| 2018 | Satellite Awards                     | Beste Art Direction en Production Design      | Beste Art Direction en Production Design | Genomineerd |
| 2018 | BAFTA Awards                         | Beste acteur                                  | Daniel Kaluuya                           | Genomineerd |
| 2018 | BAFTA Awards                         | Beste originele scenario                      | Jordan Peele                             | Genomineerd |
| 2018 | BAFTA Awards                         | EE Rising Star Award                          | Daniel Kaluuya                           | Gewonnen    |
| 2018 | Academy Awards                       | Beste film                                    | Beste film                               | Genomineerd |
| 2018 | Academy Awards                       | Beste regisseur                               | Jordan Peele                             | Genomineerd |
| 2018 | Academy Awards                       | Beste acteur                                  | Daniel Kaluuya                           | Genomineerd |
| 2018 | Academy Awards                       | Beste origineel scenario                      | Jordan Peele                             | Gewonnen    |